# Classified (Bond)
Classified è il terzo album in studio del quartetto d'archi femminile di musica crossover Bond, pubblicato nel 2004.

## Tracce
1. Explosive
2. Scorchio
3. Midnight Garden
4. Fly Robin Fly
5. Lullaby
6. Hungarian
7. I'll Fly Away
8. Dream Star
9. Highly Strung
10. Adagio for Strings
11. Señorita
12. Explosive (Ed Leal Mix)